# Carlo Caroselli
Carlo Caroselli  est un peintre italien baroque qui a été actif au XVIIe siècle.

## Biographie
Carlo Caroselli a été le fils et l'élève de Angelo Caroselli.

## Sources
- x